# فلاديمير بوبنوف
فلاديمير بوبنوف (بالروسية: Владимир Николаевич Бубнов)‏ هو لاعب كرة قدم ومدرب كرة قدم روسي في مركز الهجوم، ولد في 26 يونيو 1940. لعب مع روتور فولغوغراد.